# Файнциммер, Александр Михайлович
Александр Михайлович Файнци́ммер (31 декабря 1905 (13 января 1906), Екатеринослав, Российская империя — 21 марта 1982, Москва, СССР) — советский кинорежиссёр. Лауреат двух Сталинских премий третьей степени (1950, 1951). Заслуженный деятель искусств Белорусской ССР (1934), заслуженный артист Белорусской ССР (1935), заслуженный деятель искусств Литовской ССР (1954).

## Биография
Родился 31 декабря 1905 (13 января 1906) года в Екатеринославе (ныне Днепр, Украина) в еврейской семье. Его родители — дантист Мендель Вульфович Файнцимер (1881—?) и екатеринославская мещанка Соня (Сося) Михелевна Собкина  (1881—?) — заключили брак там же 15 июля 1904 года. У него были братья Евсей (1905) и Виктор (1907). Дед — новомосковский купец Вульф Зельманович Файнцимер (1843—1916).
В 1922—1924 годах учился на металлургическом факультете Екатеринославского горного института. В 1927 году окончил режиссёрский факультет Государственного техникума кинематографии.
По окончании техникума работал ассистентом Всеволода Пудовкина на фильме «Конец Санкт-Петербурга» (1927) и Юлия Райзмана на фильме «Каторга» (1928).
В 1929 году дебютировал в качестве режиссёра, поставив на кинофабрике «Белгоскино» фильм «Отель «Савой».
В 1940—1956 годах работал на киностудии «Ленфильм», с 1956 года — на киностудии «Мосфильм». 
Умер 21 марта 1982 года. Похоронен на Введенском кладбище (участок № 15).

## Семья
Жена — Ольга Квинихидзе (?—1997). Сын — режиссёр театра и кино Леонид Квинихидзе (1937—2018); внучки — Софья и Мария.

## Фильмография
- 1928 — Каторга (ассистент режиссёра)
- 1929 — Отель «Савой»
- 1932 — Арестант № 1105
- 1934 — Поручик Киже
- 1937 — Балтийцы
- 1941 — Танкер «Дербент»
- 1942 — Котовский
- 1944 — Морской батальон
- 1947 — За тех, кто в море
- 1949 — Константин Заслонов (совместно с В. В. Корш-Саблиным); У них есть Родина (совместно с В. Г. Легошиным)
- 1952 — Над Неманом рассвет
- 1955 — Овод
- 1958 — Девушка с гитарой
- 1961 — Ночь без милосердия
- 1965 — Спящий лев
- 1968 — Далеко на западе
- 1972 — Пятьдесят на пятьдесят
- 1975 — Без права на ошибку
- 1978 — Трактир на Пятницкой
- 1979 — Прощальная гастроль «Артиста»

### Награды и премии
- Орден «Знак Почёта» (12 января 1976 года) — за заслуги в области советской кинематографии и в связи с семидесятилетием со дня рождения[9]
- Сталинская премия третьей степени (1950) — за постановку фильма «Константин Заслонов» (1949)
- Сталинская премия третьей степени (1951) — за постановку фильма «У них есть Родина» (1949)
- заслуженный деятель искусств Литовской ССР (1954)
- заслуженный деятель искусств Белорусской ССР (1934)
- заслуженный артист Белорусской ССР (1935)